# Dalamani repülőtér
A Dalamani repülőtér (IATA: DLM, ICAO: LTBS) Törökország egyik kisebb jelentőségű nemzetközi repülőtere, amely 	Dalaman közelében található. Éves utasforgalma 4 622 280 fő (2022).

## Légitársaságok és úticélok
2023-ban a Dalamani repülőtérről az alábbi járatok indulnak:
| Légitársaság            | Célállomások |
| ----------------------- | --- |
| Aeroflot                | Szezonális: Moscow–Sheremetyevo |
| Air Serbia              | Szezonális Charter: Belgrád |
| AnadoluJet              | Ankara, Istanbul–Sabiha Gökçen, Tel Aviv Szezonális: Amman, Bejrút |
| Austrian Airlines       | Szezonális Charter: Bécs |
| Azerbaijan Airlines     | Szezonális: Baku |
| Azur Air                | Szezonális Charter: Kazan, Krasnodar, Mineralnye Vody, Moscow–Vnukovo, Novosibirsk, Rostov-on-Don, Saint Petersburg, Samara, Ufa, Yekaterinburg |
| Belavia                 | Szezonális Charter: Minsk |
| British Airways         | Szezonális: London–Gatwick, London–Heathrow |
| Corendon Airlines       | Szezonális: Birmingham, Köln/Bonn, London–Gatwick, Manchester, Newcastle upon Tyne, Nuremberg |
| Corendon Dutch Airlines | Szezonális: Amszterdam, Groningen |
| easyJet                 | London–Gatwick, Manchester Szezonális: Belfast–International, Birmingham (kezdődik 2024 április 2-től), Bristol, Edinburgh, Glasgow, Liverpool, London–Luton |
| Edelweiss Air           | Szezonális: Zürich |
| Enter Air               | Szezonális Charter: Gdańsk, Katowice, Poznań, Varsó–Chopin |
| European Air Charter    | Szezonális Charter: Szófia |
| Finnair                 | Szezonális: Helsinki |
| GetJet Airlines         | Szezonális Charter: Vilnius |
| I-Fly                   | Szezonális Charter: Moszkva–Vnukovo |
| Ikar                    | Szezonális Charter: Syktyvkar |
| Jet2.com                | Szezonális: Belfast–International, Birmingham, Bristol, East Midlands, Edinburgh, Glasgow, Leeds/Bradford, Liverpool (kezdődik 2024 március 29-től), London–Stansted, Manchester, Newcastle upon Tyne |
| LOT                     | Szezonális Charter: Varsó–Chopin |
| Meraj Airlines          | Szezonális: Tehran–Imam Khomeini |
| NordStar                | Szezonális Charter: Moszkva-Domogyedovó |
| Nordwind Airlines       | Szezonális Charter: Kazan, Moscow–Sheremetyevo, Novosibirsk, Perm, Ufa, Volgograd, Yekaterinburg |
| Pegasus Airlines        | Istanbul–Sabiha Gökçen Szezonális: Baku, Bejrút, London–Stansted, Manchester, Moszkva-Domogyedovó, Moscow–Vnukovo, Tel Aviv |
| Pobeda                  | Szezonális: Moscow–Vnukovo |
| Ryanair                 | Bratislava Szezonális: Dublin |
| Rossiya Airlines        | Sochi |
| Scandinavian Airlines   | Szezonális Charter: Copenhagen |
| Smartwings              | Szezonális Charter: Bratislava, Katowice, Prága, Varsó–Chopin, Wrocław |
| Southwind Airlines      | Szezonális: London–Stansted (kezdődik 2024 március 30-tól) |
| SunExpress              | Szezonális: Berlin, Birmingham, Brüsszel, Köln/Bonn, Copenhagen, Düsseldorf, Edinburgh (kezdődik 2024 április 1-től), Frankfurt, Hamburg, London–Gatwick, Manchester, München, Nürnbergi repülőtér (kezdődik 2024 május 17-től) Stuttgart, Zürich                                                            |
| Transavia               | Szezonális: Amszterdam |
| TUI Airways             | Szezonális: Aberdeen, Belfast–International, Birmingham, Bournemouth, Bristol, Cardiff, East Midlands, Edinburgh, Exeter, Glasgow, Leeds/Bradford, London–Gatwick, London–Luton, London–Stansted, Manchester, Newcastle upon Tyne, Norwich, Teesside (kezdődik 2024 május 28-tól) Szezonális Charter: Dublin |
| TUI fly Belgium         | Szezonális: Brüsszel |
| TUI fly Deutschland     | Szezonális: Düsseldorf, Frankfurt, Hannover, München, Stuttgart |
| TUI fly Netherlands     | Szezonális: Amszterdam |
| Turkish Airlines        | Istanbul Szezonális: Moscow–Vnukovo |
| Ural Airlines           | Szezonális Charter: Moszkva-Domogyedovó, Rostov-on-Don |
| Wizz Air                | London–Luton Szezonális: London–Gatwick |

## Futópályák
A repülőtér futópályái:
- 01/19 (3000 m, 45 m, beton)

## Forgalom
Az utasforgalom az elmúlt években az alábbi módon változott:
| Utasok száma | 39 723 | 2 740 787 | 3 208 668 | 3 785 779 | 3 811 958 | 4 309 480 | 3 101 902 | 4 559 246 | 1 626 702 | 4 622 280 |
|              | 1983   | 2006      | 2008      | 2010      | 2012      | 2014      | 2016      | 2018      | 2020      | 2022      |